# رالف اشمیت
رالف اشمیت (انگلیسی: Ralf Schmidt؛ زادهٔ ۹ اکتبر ۱۹۸۵) بازیکن فوتبال اهل آلمان است.
از باشگاه‌هایی که در آن بازی کرده‌است می‌توان به باشگاه فوتبال نورنبرگ و باشگاه فوتبال کارل زایس ینا اشاره کرد.